# Ehrenzeichen für die königlichen Freiwilligen
Das Ehrenzeichen für die königlichen Freiwilligen wurde im August 1815 durch den französischen König Ludwig XVIII. gestiftet. Geehrt wurden die Freiwilligen aus den Erhebungen in einigen Departementen für die Bourbonen der Jahre 1814/15.

## Aussehen
Das Ehrenzeichen ist ein achtspitziges silbergerandetes grünemailliertes Kreuz mit Goldkügelchen an den Spitzen. Zwischen den Kreuzarmen ist je eine silberne Lilie. Ein rotes Mittelschild zeigt auf einem weißen Querbalken die Jahreszahl 1815. Die Einfassung des Mittelschildes ist weiß mit einer goldenen Einfassung. Die Umschrift lautet Volontaires Royaux. Der senkrechte Kreuzarm mit der Krone über einer silbernen Lilie ist zur Befestigung des Ordensbandes gestaltet. Die Rückseite ziert auf dem Mittelschild das goldene Bildnis des Stifters. Auch hier eine Umschrift Dieu, le Roi, la Patrie.
Getragen wurde die Auszeichnung an einem rot gefassten weiß gewässerten Band.